# Evolúciós pszichológia
Az evolúciós pszichológia a pszichológiának és a viselkedéstudományoknak az emberi viselkedés evolúciós gyökereivel foglalkozó területe, amely az alapján próbálja megérteni az emberi jellemvonásokat, hogy azok milyen szelekciós előnyt jelenthettek az ember evolúciója során. Forrása a kognitív pszichológia, genetika, etológia, antropológia és szociobiológia. Az evolúciós pszichológia kifejezést Michael T. Ghiselin használta először 1973-as cikkében és Leda Cosmides és John Tooby tették népszerűvé nagy hatású könyvükben.
Az evolúciós pszichológiát számos területen felhasználják, mint a közgazdaságtan, jog, pszichiátria vagy politika. Az evolúciós biológiának sok közös pontja van a szociobiológiával, de megközelítésük több meghatározó kérdésben eltér.

## Történeti áttekintés
Az evolúciós pszichológia történeti gyökereit Charles Darwin evolúció elméletében kell keresnünk: A fajok eredetében Charles Darwin azt jósolta, hogy a jövőben a pszichológia evolúciós alapokra fog építeni. Darwin elméletei az evolúcióról, az adaptációról és a természetes szelekcióról hozzásegítenek ahhoz, hogy betekintést nyerhessünk abba, hogy az emberi agy funkciói miként működnek, és miért működnek úgy, ahogy. 
Az evolúciós pszichológia tehát az evolúciós elméletet, a paleoantropológiát és az állati viselkedések vizsgálatát alapul véve egyrészről igen erőteljes biológiai gyökerekkel rendelkezik, másrészt a pszichológiai kutatásokat és elméleteket használja fel hipotézisei és saját elméletei megalkotásához. 
Az 1930-as, 1940-es években létrejött az Evolúciós biológia, az állati viselkedésmintázatok tanulmányozása, melynek főbb képviselői a holland Nikolaas Tinbergen és az osztrák Konrad Lorenz és Karl von Frisch biológusok voltak.
A '60-as, '70-es években W. D. Hamilton (1964) tanulmányai az inklúzív fitnessről vagyis a teljes rátermettségről illetve Robert Trivers (1972) munkái a reciprocitással valamint a szülői ráfordítással kapcsolatban elősegítették az evolúciós szemléletmód és nézőpont kialakulását a pszichológiában illetve a többi társadalomtudományban.
Az evolúciós pszichológia modern korszakát különösen Donald Symons 1979-es könyve, az Emberi Szexualitás Evolúciója és Leda Cosmides és John Tooby 1992-es The Adapted Mind című könyve indította el. 

## Az evolúciós pszichológia öt elve
Az evolúciós pszichológusok az alábbi – biológiából származó – öt alapelvet alkalmazzák az emberi elme megközelítéséhez:
1. Az agy fizikai rendszer, mely úgy működik, mint egy számítógép. Áramkörei olyan viselkedések létrehozására jöttek létre, melyek illeszkednek a környezethez.
2. A természetes szelekció úgy alakította ki agyunk áramköreit, hogy képesek legyünk megoldani a fajunk fejlődése során felmerült (evolúciós szempontból fontos) problémákat, feladatokat.
3. A tudatosság csak a jéghegy csúcsa. Tudatos élményeink félrevezethetnek bennünket, és áramköreinket a valóságosnál sokkal egyszerűbbnek gondoljuk.
4. A különböző adaptációs problémák megoldására különböző agyi áramkörök alakultak ki, specializálódtak.
5. Modern koponyánkban kőkori elme lakik. Bár külsőnk modern, 21. századi, a "hardware" – agyunk – a régi, hiszen az új agyi áramkörök kialakulásához nagyon hosszú időre van szükség.

## Kutatási módszerek
Az evolúciós pszichológia heurisztikus, mivel olyan hipotéziseket állít fel, amelyeket más elméletekből nem lehet levezetni és felállítani. Az adaptációs kutatások egyik legfőbb célja, hogy meghatározza, melyik tulajdonságok jöttek létre az alkalmazkodás szolgálatában és melyek a melléktermékek, vagy a véletlenszerűen létrejött mechanizmusok. Az evolúciós pszichológusok többféle stratégiát, adatforrást alkalmaznak a hipotézisek felállítására és tesztelésére, annak érdekében, hogy megállapítsák egy adott pszichológiai vonásról, hogy az evolúciós adaptáció, avagy sem. Használt adatforrások: régészeti nyilvántartások, vadászó-gyűjtögető életmódot folytató társadalmak megfigyelési tanulmányai, idegtudományi adatbázisok, kitalált forgatókönyveken alapuló szituációk elemzései, különféle matematikai modellek. 

## Főbb kutatási területek
Az evolúciós pszichológia kutatási területeit az Evolúció elméletéből származó adaptív problémák széles spektruma határozza meg, s eszerint bonthatjuk kategóriákra az evolúciós pszichológia főbb kutatási területeit:
- túlélés
- párkapcsolatok és párválasztás
- család és rokonság
- szülői stratégiák
- nem rokonokkal való kapcsolatok
- kulturális fejlődés

## Ismert evolúciós pszichológusok
- Bereczkei Tamás[3]
- David Buss
- Leda Cosmides
- Martin Daly
- Richard Dawkins
- Robin Dunbar
- Steven W. Gangestad
- David C. Geary
- Sarah Blaffer Hardy
- Kevin B. MacDonald
- Robert Kurzban
- Steven Pinker
- Matt Ridley
- Donald Symons
- John Tooby
- Robert Trivers
- Margo Wilson
- Robert Wright
- John Maynard Smith
- Geoffrey Miller

## Kritikák
A kritikusok meglátása szerint az evolúciós pszichológia nézőpontjai és elméletei elősegítik és támogatják a biológiai determinizmust, ezen kívül hangsúlyozzák, hogy a legtöbb viselkedés és biológiai jellemző az alkalmazkodás szolgálatában jött létre és adaptív. Szintén elősegítik a disztális viselkedésbeli magyarázatok előtérbe helyezését (még akkor is, ha azokat a proximális magyarázatok megcáfolják vagy felülírják), valamint magyarázataikkal hozzájárulnak a rosszindulatú politikai vagy morális eszmék létrejöttéhez is. 

## Külső hivatkozások
- Evolúciós pszichológia.lap.hu - lap.hu linkgyűjtemény
- Evolúciós pszichológia a szabadgondolkodo.hu-n